# 아키타 미인
아키타 미인(일본어: 秋田美人 아키타비진[*])은 일본 아키타현 출신의 미녀를 뜻한다. 아키타 현의 여성은 피부가 하얀 편이라 미인이 많다는 설이 있다. 도호쿠 지방은 일본 내에서 일조량이 적기 때문에, 아키타에 사는 사람은 자외선에 의한 영향이 적다. 게다가 겨울철에는 적설량이 많아, 집안에 틀어박혀 사는 경향의 사람이 많은 것도 한 원인으로 생각된다.

## 같이 보기
- 일본 3대 미인(일본어판)
  - 하카타 미인
  - 교토 미인(일본어판)
- 아이누 민족